# خوسيه لويس فلوريس هرنانديز
خوسيه لويس فلوريس هرنانديز (بالإسبانية: José Luis Flores Hernández)‏ هو اقتصادي وسياسي مكسيكي، ولد في 7 يناير 1950 في Cuetzalan ‏ في المكسيك. نشط حزبياً في الحزب الثوري المؤسساتي. وقد انتخب عضو مجلس النواب المكسيك.